# Seiji Ara
Seiji Ara (荒聖治?, Ara Seiji; Chiba, 5 maggio 1974) è un pilota automobilistico giapponese, vincitore, con l'Audi R8 Sport della 24 Ore di Le Mans del 2004.

## Carriera
Sotto l'influenza del padre meccanico e la famigliarità delle corse in kart sin da piccolo, nel 1994 debutta nelle corse a quattro ruote partecipando alla Volkswagen Cup Race. Ara si dimostra subito molto competitivo, vince il campionato nella propria classe, dopo decide di passare due anni negli Stati Uniti d'America, tornato in Giappone partecipa alla Formula 3 giapponese con il team TOM'S.
Dal 2000 esordisce nel Super GT, massima competizione Gran Turismo della nazione nipponica. Nei suoi primi anni nella serie si lega al marchio Toyota. Ara partecipa anche a due stagione dalla Formula Nippon tra il 2001 e 2002, per poi decidere di tornare nel 2006 dove corre per altre tre stagioni ed ottiene una vittoria a Motegi.
Nel 2001 partecipa oltre agli impegni in Giappone alla sua prima 24 Ore di Le Mans con il team Viper Team Oreca. Dall'anno successivo si lega al Audi Sport Japan Team Goh, con l'Audi R8 ottiene la vittoria assoluta nel edizione del 2004 in coppia con l'esperto Tom Kristensen e Rinaldo Capello, Ara diventa il secondo pilota nipponico a vincere l'importante corsa, il primo è stato Masanori Sekiya nel 1995.
Dopo la vittoria di Le Mans, divenuto legenda in patria continuò a correre nel Super GT, nella classe GT500 e partecipò ad altre tre Le Mans, nel 2005, nel 2009 e nel 2012 con il Pescarolo Team. In Super GT dopo l'avventura con la Toyota nel 2006 passa alla Nissan Motor, con cui ottiene tre vittorie di tappe.
Dopo un anno di pausa, Ara dal 2011 al 2013 passa alla Lexus senza ottenere grandi risultati, dal 2014 lascia la classe GT500 per scendere nella GT300 unendosi con il marchio tedesco BMW. Ara ottiene ottimi risultati, al suo primo anno chiude anche terzo in campionato. Nel 2019 compie una piccola parentesi con la McLaren, per poi subito tornare in BMW.
Nel guida la BMW M4 GT3 del Team Studie e con il pilota ufficiale BMW, Augusto Farfus vince la corsa di Suzuka.

## Risultati

### Risultati 24 ore di Le Mans
| Anno | Team                      | Co-Piloti                            | Auto                  | Classe | Giri | Pos. | Classe Pos. |
| ---- | ------------------------- | ------------------------------------ | --------------------- | ------ | ---- | ---- | ----------- |
| 2001 | Viper Team Oreca          | Masahiko Kondo Ni Amorim             | Chrysler LMP          | LMP900 | 243  | DNF  | DNF         |
| 2002 | Audi Sport Japan Team Goh | Hiroki Katoh Yannick Dalmas          | Audi R8               | LMP900 | 358  | 7º   | 6º          |
| 2003 | Audi Sport Japan Team Goh | Jan Magnussen Marco Werner           | Audi R8               | LMP900 | 370  | 4°   | 2º          |
| 2004 | Audi Sport Japan Team Goh | Rinaldo Capello Tom Kristensen       | Audi R8               | LMP900 | 379  | 1º   | 1º          |
| 2005 | Jim Gainer International  | Ryo Michigami Katsutomo Kaneishi     | Dome S101Hb-Mugen     | LMP1   | 193  | DNF  | DNF         |
| 2009 | Navi Team Goh             | Keisuke Kunimoto Sascha Maassen      | Porsche RS Spyder Evo | LMP2   | 339  | DNF  | DNF         |
| 2012 | Pescarolo Team            | Nicolas Minassian Sébastien Bourdais | Dome S102.5-Judd      | LMP1   | 203  | NC   | NC          |

### Risultati completi Formula Nippon
| Anno | Team                         | 1       | 2       | 3       | 4       | 5       | 6       | 7       | 8       | 9       | 10      | 11     | Punti | Pos. |
| ---- | ---------------------------- | ------- | ------- | ------- | ------- | ------- | ------- | ------- | ------- | ------- | ------- | ------ | ----- | ---- |
| 2001 | Cosmo Oil Racing Team Cerumo | SUZ 3   | MOT Rit | MIN Rit | FUJ Rit | SUZ 9   | SUG 10  | FUJ 8   | MIN Rit | MOT 12  | SUZ Rit |        | 4     | 12º  |
| 2002 | Olympic Kondo Racing Team    | SUZ 8   | FUJ 4   | MIN 9   | SUZ 10  | MOT Rit | SUG Rit | FUJ Rit | MIN 9   | MOT 11  | SUZ 10  |        | 3     | 11º  |
| 2006 | Kondo Racing Team            | FUJ     | SUZ     | MOT     | SUZ 10  | AUT 10  | FUJ 18  | SUG 13  | MOT Rit | SUZ Rit |         |        | 0     | NC   |
| 2007 | TOM'S                        | FUJ 11  | SUZ Rit | MOT 15  | OKA 7   | SUZ 10  | FUJ 4   | SUG Rit | MOT 13  | SUZ 5   |         |        | 11    | 11º  |
| 2008 | TOM'S                        | FUJ Rit | SUZ 11  | MOT 10  | OKA 10  | SUZ 13  | SUZ 11  | MOT 7   | MOT 1   | FUJ 10  | FUJ 10  | SUG 16 | 9     | 15º  |

### Risultati completi Super GT
| Anno | Team                          | Vettura          | Classe | 1       | 2       | 3       | 4       | 5       | 6       | 7      | 8       | 9      | Punti | Pos. |
| ---- | ----------------------------- | ---------------- | ------ | ------- | ------- | ------- | ------- | ------- | ------- | ------ | ------- | ------ | ----- | ---- |
| 2000 | TOM'S                         | Toyota Supra     | GT500  | MOT 9   | FUJ Rit | SUG 8   | FUJ 14  | TAI 12  | MIN 9   | SUZ 12 |         |        | 7     | 21º  |
| 2001 | Tsuchiya Engineering          | Toyota Supra     | GT500  | TAI 9   | FUJ 11  | SUG 11  | FUJ DNQ | MOT 7   | SUZ 7   | MIN 10 |         |        | 11    | 19º  |
| 2002 | Tsuchiya Engineering          | Toyota Supra     | GT500  | TAI 6   | FUJ     | SUG 11  | SEP Rit | FUJ 3   | MOT 9   | MIN 5  | SUZ 7   |        | 32    | 16º  |
| 2003 | Tsuchiya Racing               | Toyota Supra     | GT500  | TAI 10  | FUJ     | SUG 4   | FUJ 14  | FUJ 17  | MOT 3   | AUT 12 | SUZ Rit |        | 26    | 13º  |
| 2004 | Team Cerumo                   | Toyota Supra     | GT500  | TAI 5   | SUG 1   | SEP 7   | TOK 14  | MOT 10  | AUT 11  | SUZ 4  |         |        | 45    | 5º   |
| 2005 | Kraft                         | Toyota Supra     | GT500  | OKA Rit | FUJ 7   | SEP 12  | SUG 14  | MOT 11  | FUJ 16  | AUT 12 | SUZ 16  |        | 4     | 19º  |
| 2006 | Kondo Racing                  | Nissan Z         | GT500  | SUZ     | OKA     | FUJ     | SEP     | SUG 10  | SUZ 5   | MOT 6  | AUT 14  | FUJ 3  | 28    | 16º  |
| 2007 | Kondo Racing                  | Nissan Z         | GT500  | SUZ Rit | OKA 15  | FUJ Rit | SEP 1   | SUG 10  | SUZ 10  | MOT 5  | AUT Rit | FUJ 5  | 34    | 10º  |
| 2008 | Kondo Racing                  | Nissan GT-R      | GT500  | SUZ 5   | OKA 8   | FUJ 11  | SEP 1   | SUG 8   | SUZ 7   | MOT 14 | AUT 16  | FUJ 15 | 34    | 14º  |
| 2009 | Kondo Racing                  | Nissan GT-R      | GT500  | OKA 1   | SUZ 8   | FUJ 4   | SEP 5   | SUG 13  | SUZ 11  | FUJ 13 | AUT 3   | MOT 11 | 48    | 8º   |
| 2011 | Lexus Team WedsSport BANDOH   | Lexus SC430      | GT500  | OKA 15  | FUJ 3   | SEP 11  | SUG 8   | SUZ 11  | FUJ 13  | AUT 7  | MOT 11  |        | 18    | 13º  |
| 2012 | Lexus Team WedsSport BANDOH   | Lexus SC430      | GT500  | OKA 12  | FUJ 13  | SEP 9   | SUG Rit | SUZ 6   | FUJ 3   | AUT 3  | MOT 5   |        | 36    | 9º   |
| 2013 | Lexus Team WedsSport BANDOH   | Lexus SC430      | GT500  | OKA 14  | FUJ 11  | SEP 15  | SUG 9   | SUZ 6   | FUJ Rit | AUT 13 | MOT 10  |        | 9     | 14º  |
| 2014 | BMW Sports Trophy Team Studie | BMW Z4 GT3       | GT300  | OKA 2   | FUJ 4   | AUT 15  | SUG 8   | SUZ 7   | FUJ 3   | BUR 2  | MOT 7   |        | 62    | 3º   |
| 2015 | BMW Sports Trophy Team Studie | BMW Z4 GT3       | GT300  | OKA Rit | FUJ 6   | CHA 3   | FUJ Rit | SUZ 2   | SUG 19  | AUT 3  | MOT 9   |        | 47    | 7º   |
| 2016 | BMW Team Studie               | BMW M6 GT3       | GT300  | OKA 3   | FUJ 24  | SUG 10  | FUJ 20  | SUZ DNS | CHA 6   | MOT 15 | MOT 12  |        | 17    | 15º  |
| 2017 | BMW Team Studie               | BMW M6 GT3       | GT300  | OKA 13  | FUJ 7   | AUT 4   | SUG 16  | SUZ 6   | FUJ 11  | BUR 10 | MOT 13  |        | 18    | 15º  |
| 2019 | McLaren Customer Racing Japan | McLaren 720S GT3 | GT300  | OKA 19  | FUJ 14  | SUZ 13  | CHA     | FUJ     | AUT     | SUG    | MOT     |        | 0     | NC   |
| 2020 | BMW Team Studie × CSL         | BMW M6 GT3       | GT300  | OKA 15  | FUJ 22  | SUZ 21  | CHA Rit | SEP 9   | SUG 8   | AUT 18 | MOT 19  |        | 5     | 26º  |
| 2021 | BMW Team Studie × CSL         | BMW M6 GT3       | GT300  | OKA 17  | FUJ 20  | SUZ 25  | MOT 25  | SUG 11  | AUT 13  | MOT 15 | FUJ Rit |        | 0     | NC   |
| 2022 | BMW Team Studie × CSL         | BMW M4 GT3       | GT300  | OKA Rit | FSW Rit | SUZ 1   | FSW 21  | SUZ 12  | SUG 5   | AUT 12 | TRM 9   |        | 29    | 11º  |
| 2023 | BMW Team Studie × CSL         | BMW M4 GT3       | GT300  | OKA 6   | FUJ 13  | SUZ     | FUJ     | SUZ     | SUG     | AUT    | MOT     |        | 5*    |      |

* Stagione in corso.